# Eutelsat 21B
Eutelsat 21B, anciennement Eutelsat W6A, est un satellite de télécommunications français. Exploité par Eutelsat, il fournit des services de radiodiffusion directe depuis l'orbite géostationnaire à une longitude de 21,5 degrés est. Il a remplacé le satellite Eutelsat 21A lancé en 1999.
Eutelsat 21B a été construit par Thales Alenia Space et repose sur le bus satellite Spacebus-4000C3. Il avait une masse au lancement de 5 012 kilogrammes et devrait fonctionner pendant au moins 15 ans. Le satellite comporte 40 répéteurs en bande Ku, utilisés pour la radiodiffusion télévisuelle et radiophonique par satellite en Europe, en Afrique du Nord, en Asie centrale et au Moyen-Orient.
À l'origine, Eutelsat 21B avait été commandé sous le nom d'Eutelsat W6A, en tant que membre de la série de satellites W : le satellite qu'il devait remplacer s'appelait à l'époque Eutelsat W6. En 2012, plusieurs mois avant son lancement prévu, W6A a été renommé Eutelsat 21B. Son lancement a été réalisé par Arianespace à l'aide d'une fusée Ariane 5ECA, dans le cadre d'un lancement double avec le satellite brésilien Star One C3. Le lancement a eu lieu à partir de l'ELA-3 du Centre spatial guyanais, à Kourou, en Guyane française, à 21 h 05 h 07 UTC le 10 novembre 2012. L’engin spatial a été déployé sur une orbite de transfert géostationnaire et a atteint son orbite géostationnaire opérationnelle au moyen de son moteur d'apogée S400 (en).

## Diffusions

### Alimentation des différents relais terrestres
La position 21.5°E est utilisée pour alimenter les différents relais TV et FM au Maroc.
Il alimente les relais TNT (Maroc) et radios FM marocaines.
Les chaînes nationales marocaines de la TNT sont diffusées selon un codage, ou encapsulage, particulier (DVB-S2 Multistream) ; elles sont uniquement recevables avec un terminal disposant d'une fonction de démultiplexage.